# Verdensberømtheder i København
|  | Denne artikel er oprettet af botten Steenthbot ud fra en ekstern database. Den kan derfor have sproglige fejl eller mangler. Denne skabelon kan fjernes efter kontrol af indholdet. |

Verdensberømtheder i København er en dansk dokumentarfilm fra 1939.

## Handling
Et sammenklip af forskellige udenlandske berømtheder i København. Bl.a. Maurice Chevalier i cirkus, den svenske skuespillerinde Zarah Leander til premiere i København på filmen "Hjemve"/Heimat (1938), den amerikanske skuespillerinde Myrna Loy, Hollywood-parret Mary Pickford og Buddy Rogers, skøjteprinsessen Sonja Henie, western-helten Tom Mix m.fl.

## Medvirkende
- Maurice Chevalier
- Zarah Leander
- Myrna Loy
- Duke Ellington
- Paul Robeson
- Peter Kreuder
- Sonja Henie
- Tom Mix
- Leni Riefenstahl
- Mary Pickford
- Charles 'Buddy' Rogers